# Dodge 100 «Kew»
Dodge 100 «Kew» — ряд вантажівок, які з 1949 по 1957 роки виробляла американська компанія Dodge на британському заводі в Кью, Лондон. Вантажівки часто називали «носом-папугою» (англ. parrot nose) завдяки характерній формі капота та решітки радіатора. Більшість вантажівок приводилися в дію дизельними двигунами Perkins або Chrysler. Кузов кабіни був виготовлений компанією Briggs Motor Bodies і використовувався спільно з Fordson Thames ET6. Вони були показані у фільмі 1957 року Hell Drivers.
В Індії цю ж модель виробляла компанія Premier Automobiles Limited, і виробництво тривало до 1980-х років. Багато з них все ще працювали в деяких регіонах станом на 2016 рік. З початку 1970-х років він був відомий як Premier Roadmaster для дизельних версій і Pioneer для бензинових версій, інакше відомий просто як Fargo.